# Hur ska det gå för Pettersson?
Hur ska det gå för Pettersson? är en svensk TV-teaterföreställning från 1984 i regi av Vilgot Sjöman. I rollerna ses bland andra Börje Ahlstedt, Christina Stenius och Magnus Bergquist.

## Handling
Plåtslagare Rulle Järnhammar har en oäkta dotter på Gotland och plötsligt dyker hon upp för att träffa sin far. Han vågar dock inte berätta för sin hustru utan säljer faderskapet till sin granne. Pojken Linus bevittnar storögt det hela från åskådarbänk.

## Om teatern
Pjäsen skrevs ursprungligen av Siegfried Fischer 1935 och hette då Hur ska' de' gå för Pettersson?. Den uruppfördes den 7 juni 1935 på Söders Friluftsteater i Stockholm. Pjäsen omarbetades till TV-teatermanus av Sjöman.
Hur ska det gå för Pettersson? är uppdelad i tre akter. Första akten Skräddare Amandus Philén åtagar sig faderskapet för 100 kr sändes den 6 april 1984, andra akten Två pappor bekänner färg och ett flickhjärta krossas den 8 april 1984 och tredje akten Hemligheterna exploderar den 13 april 1984. Serien sändes och producerades av Sveriges Television och repriserades 1999. Musiken komponerades av Bengt Ernryd.

## Rollista
- Börje Ahlstedt – Rulle Järnhammar, före detta Pettersson, plåtslagare
- Christina Stenius	– Maja Järnhammar, Rulles fru
- Magnus Bergquist – Herbert, Rulles son
- Pernilla Wallgren	– Ingrid, Rulles utomäktenskapliga dotter
- Björn Gustafson – Amandus Philén, skräddare
- Gunilla Olsson – Josefina "Fina" Fager, piga
- Mats Bergman – 191:an Mandel
- Peter Harryson – Holger Jönsson, furir
- Iwar Wiklander – 42:an Alfredsson, korpral i flottan
- Johannes Sjöman – Linus Thorsson / springpojke i pjäsen
- Bernt Lundquist – Sigge, Linus pappa
- Solveig Ternström	– Linus mamma
- Ewa Fröling – Blenda Krook, hembiträde